# Водоспад на річці Зелениця
Водоспа́д на річці́ Зелени́ця — гідрологічна пам'ятка природи місцевого значення в Україні. Розташована в Надвірнянському районі Івано-Франківської області, на південний схід від села Зелена.

## Характеристика
Площа 0,5 га. Оголошена рішенням Івано-Франківського облвиконкому від 07.07.1972 року № 264. Перебуває у віданні ДП «Надвірнянський лісгосп» (Довбушанське л-во, кв. 39, вид. 1).
Пам'ятка природи є природним водоспадом (порогом) на річці Зелениця.

## Галерея

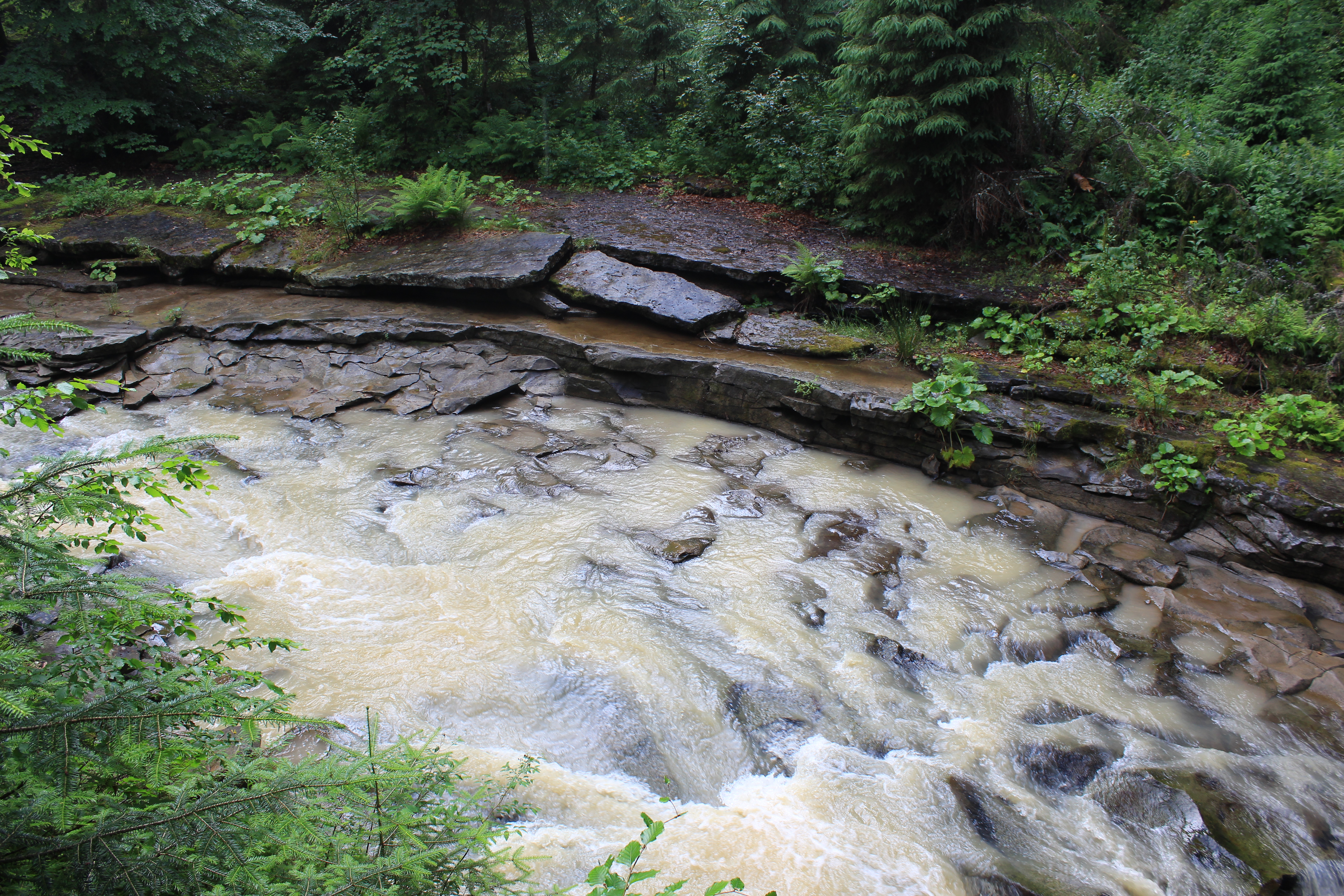
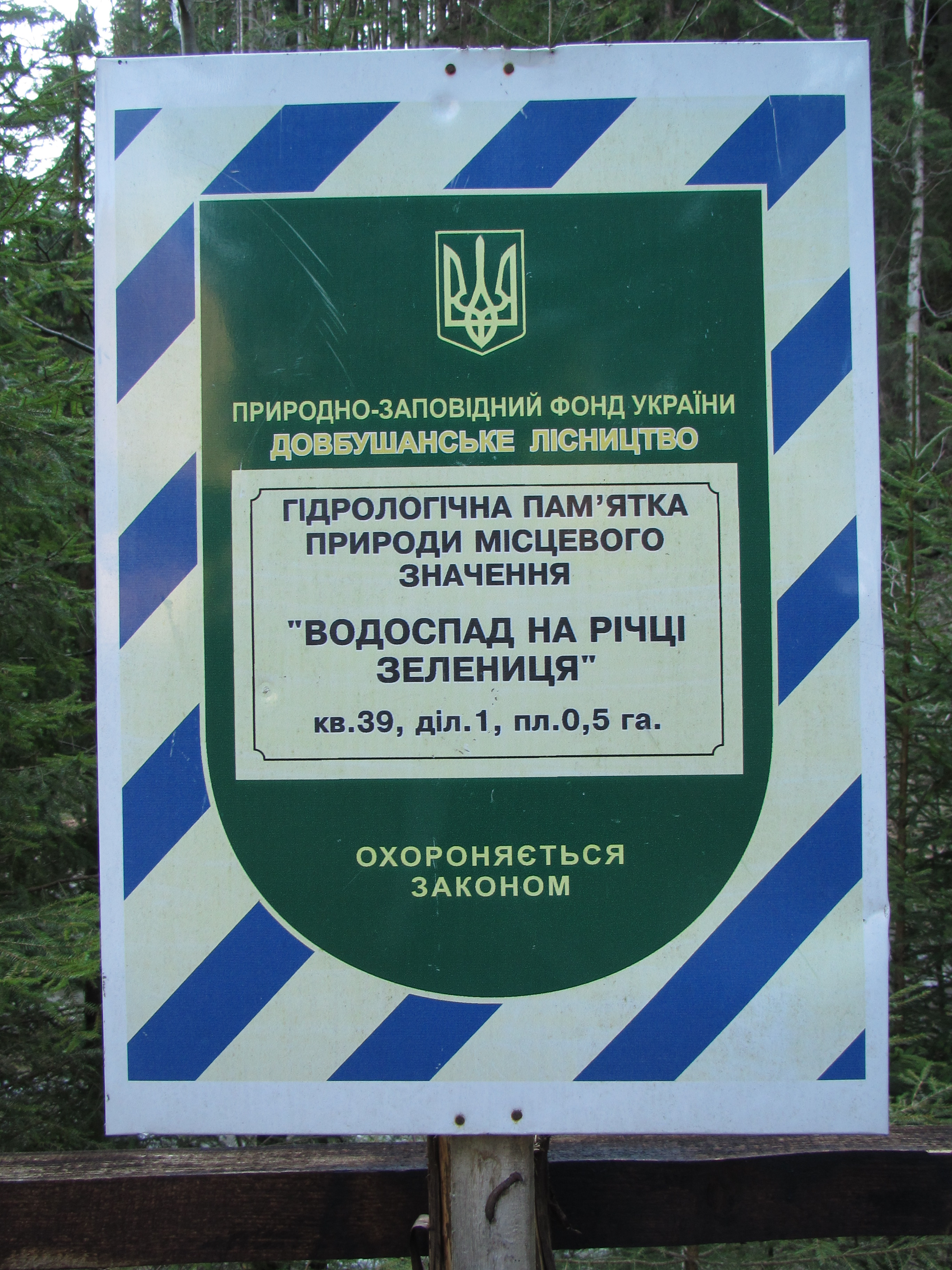